# Todolella
Todolella település Spanyolországban, Castellón tartományban. Todolella Cinctorres, Forcall, La Mata de Morella, Olocau del Rey, Bordón és Castellote községekkel határos. Lakosainak száma 147 fő (2024).

## Népesség
A település népessége az elmúlt években az alábbi módon változott:
| Lakosok száma | 143  | 134  | 140  | 149  | 146  | 140  | 147  | 155  | 145  | 147  |
|               | 2001 | 2004 | 2006 | 2009 | 2011 | 2014 | 2016 | 2019 | 2021 | 2024 |